# Stenen Molen (Melsen)
De Stenen Molen is een windmolenrestant in de tot de Oost-Vlaamse gemeente Merelbeke-Melle behorende plaats Melsen, gelegen aan Stenen Molen 8.
Deze ronde stenen molen van het type stellingmolen fungeerde als korenmolen en oliemolen.

## Geschiedenis
De molen van het type grondzeiler werd opgericht in 1771-1772 en fungeerde aanvankelijk als oliemolen, kort daarna ook als korenmolen. In 1870-1871 werd de molenromp verhoogd en werd omgebouwd tot stellingmolen. In 1918 werd de molen door de terugtrekkende Duitsers zwaar beschadigd. Hij werd herbouwd maar tevens werd er een mechanische maalderij aan toegevoegd. In mei 1940 werd de molen in brand gestoken door het zich terugtrekkende Belgische leger. Hij werd niet meer hersteld.

## Gebouw
De romp heeft een merkwaardige constructie: de onderbouw is achthoekig met daar bovenop een kegelvormige bovenbouw. In 2002 werd de romp beschermd als monument.
- Inventaris van het Bouwkundig Erfgoed (Vlaanderen): 36559